# La mascotte dell'aeroporto
La mascotte dell'aeroporto (Bright Eyes) è un film del 1934 diretto da David Butler. Emblema del film è la famosa canzone On the Good Ship Lollipop.

## Trama
Shirley è una bimba dai riccioli biondi figlia della donna di servizio di una ricca famiglia. Suo padre è morto in un incidente aereo (era pilota di aeroplani) ed un amico e collega del padre la porta spesso con sé all'aeroporto, dove è diventata la mascotte dei piloti. L'amico è anche innamorato della madre, e si considera ormai come il padre putativo della piccola; ma i due non possono sposarsi a causa delle loro difficoltà economiche.
La donna e la bambina vivono presso la ricca famiglia di cui la madre è serva; una famiglia di snob autoritari che non fa mai mancare umiliazioni alle poverette. In particolare, la figlia dei padroni, una bambina brutta e cattiva, tormenta Shirley con ogni genere di scherzi, e quando quest'ultima recupera una bambola che lei ha gettato via, gliela strappa e la distrugge. I suoi genitori, invece, stanno aspettando la morte dello zio (paralizzato sulla sedia a rotelle) per intascarne l'eredità. Fra lo zio e Shirley si stabilisce un rapporto di tenerezza e simpatia.
I padroni vietano alla madre di Shirley di far venire a casa loro il suo fidanzato pilota; la madre è costretta ad andare all'aeroporto per vederlo. Il giorno di Natale, mentre organizzano una sorpresa per Shirley, che si trova all'aeroporto, la madre viene investita da un'automobile e muore. Il fidanzato è costretto a dare la tragica notizia alla bimba, che inizia a tenere con sé.
Il vecchio zio dei padroni, affezionato alla piccola, la vorrebbe adottare, ma il pilota si rifiuta e scappa con lei. Successivamente si svolge un processo, per cui la bambina viene affidata al vecchio, a causa delle scarse disponibilità economiche del pilota. Ma, alla fine del processo, il vecchio annuncia che andranno a vivere tutti e tre insieme in una casa, diseredando i suoi nipoti e lasciando tutti i suoi beni alla piccola Shirley.

## Distribuzione
Il film venne girato in B/N e fu distribuito dalla Fox Film Corporation. In tempi più recenti, la pellicola venne colorizzata; il film, anche a colori, è stato distribuito in DVD, nella versione colorata che generalmente passa in tv.

### In Italia
I film di Shirley Temple iniziano ad arrivare nelle sale cinematografiche italiane a partire dal 1935, quasi al ritmo di uno all'anno, con enorme successo di pubblico. Per il doppiaggio venne scelta la piccola attrice Miranda Bonansea, figlia del fotografo di Real Casa Savoia Piero Bonansea. In quel periodo, risiedeva a Roma presso lo zio amministratore di compagnie teatrali, che la introdusse nel mondo del cinema per farle interpretare, piccole parti in film e nel doppiaggio di voci infantili. Miranda Bonansea rimase la doppiatrice abituale della Temple sino alla fine dell'attività dell'attrice americana, ma le sue versioni d'epoca dei film di Shirley bambina sono sparite del tutto negli anni ottanta (non quelle delle pellicole adolescenziali, però) scegliendo come nuove voci prevalentemente Ilaria Stagni e Barbara De Bortoli.
Miranda Bonansea è stata attiva nel mondo del doppiaggio per oltre 70 anni, fino al 2009.

### Manifesti e locandine
La realizzazione dei manifesti del film, per l'Italia, fu affidata al pittore cartellonista Anselmo Ballester.

## Riconoscimenti
- 1934 - Premio Oscar
  - Oscar giovanile (Shirley Temple)